# Tengoku
|  | Denne artikel er oprettet af botten PalnaBot ud fra en ekstern database. Den kan derfor have sproglige fejl eller mangler. Denne skabelon kan fjernes efter kontrol af indholdet. |

Tengoku er en kortfilm fra 2003 instrueret af Christian Emil Banck efter manuskript af Christian Emil Banck.

## Handling
Den nådesløse lejemorder Seijin får et job, der kan sikre, at alle hans drømme går i opfyldelse. Men noget går galt.